# Remmels

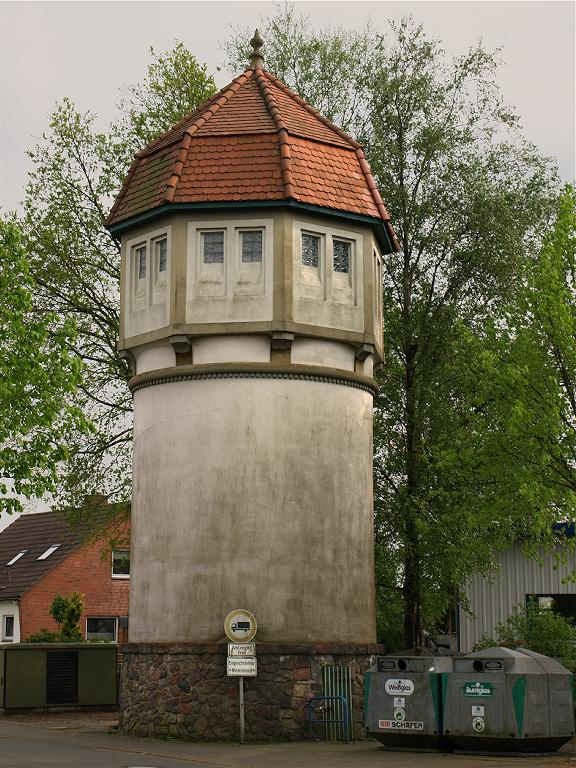
Wasserturm von Remmels

Remmels ist eine Gemeinde im Kreis Rendsburg-Eckernförde in Schleswig-Holstein.

## Geografie

### Geografische Lage
Das Gemeindegebiet von Remmels erstreckt sich am Bach Papenau im Osten des Naturraums Heide-Itzehoer Geest (Haupteinheit Nr. 697) bei Hohenwestedt.

### Ortsteile
Zur Gemeinde Remmels gehören, neben dem Dorf gleichen Namens, ebenfalls die als Wohnplätze bezeichneten Ortsteile Dellbrück und Papenau (zwei Häusergruppen), sowie die Hofsiedlungen Grevensberg und Winselhof.

### Nachbargemeinden
Unmittelbar an Remmels grenzende Gemeindegebiete sind:
| Nienborstel |                                             |            |
| Osterstedt  | Kompassrose, die auf Nachbargemeinden zeigt | Nindorf    |
|             | Hohenwestedt                                | Tappendorf |

## Geschichte
Früher war Remmels an das Schienennetz der meterspurigen Rendsburger Kreisbahn angeschlossen. Diese verband ab 1901 Rendsburg mit Hohenwestedt. 1956/57 wurde die Strecke stillgelegt, heute sind alle Gleisanlagen abgebaut.

## Politik

### Gemeindevertretung
Bei der Kommunalwahl am 14. Mai 2023 wurden insgesamt neun Sitze vergeben. Diese fielen erneut alle an die Kommunale Wählergemeinschaft Remmels. Die Wahlbeteiligung betrug 55,9 %.

### Wappen
Blasonierung: „Unter eingebogenem goldenen Schildhaupt in Grün ein silberner Wasserturm mit einem roten in das Schildhaupt ragenden Dach, begleitet rechts und links von je einem silbernen Ahornblatt, darunter ein goldenes Posthorn.“

## Wirtschaft und Verkehr
Die Gemeinde entwickelt sich derzeit von einer landwirtschaftlichen Gemeinde zu einer Wohngemeinde.
Durch das Gemeindegebiet als auch die namenstiftende Dorflage führt die Bundesstraße 77 in Nord-Süd-Richtung.

## Sehenswürdigkeiten
In der Liste der Kulturdenkmale in Remmels stehen die in der Denkmalliste des Landes Schleswig-Holstein eingetragenen Kulturdenkmale.
Der im Wappen abgebildete Wasserturm von Remmels ist heute noch erhalten. Er stammt aus dem Jahr 1913 und wurde 1994 renoviert.
Im Süden des Gemeindegebietes fließt die Papenau. Entlang des Flusses befindet sich ein Teil des NATURA 2000-Gebietes FFH-Gebiet Haaler Au.